# Tension and Trauma Releasing Exercises
Tension and Trauma Releasing Exercises (TRE) és un mètode desenvolupat per David Berceli (* 19 de desembre de 1953) que consisteix en exercicis d'alliberament de tensió i trauma amb l'esperança de poder curar experiències traumàtiques, trastorn d'estrès posttraumàtic (PTSD) i estrès sever. Berceli és un bioenergètic, psicoterapeuta, massatgista, teòleg i treballador social nord-americà.

## Desenvolupament del mètode
Mentre treballava com a terapeuta de traumes en diverses zones de crisi, Berceli va comprovar que hi havia una reacció natural de l'organisme humà davant del xoc i experiències traumàtiques, la qual cosa va feia mostrar un tremolor per tot el cos. Estudiant la investigació de Peter A. Levine (Somatic Experiencing), Berceli va arribar a la conclusió que el tremolor posteriora a un xoc, trauma o altres esdeveniments molt estressants forma part de l'equip bàsic de resposta dels mamífers. Serveix per a "l'autocuració de l'organisme" i que recuperi "l'equilibri interior".
A continuació, David Berceli va desenvolupar una sèrie de set exercicis basats en l'anàlisi bioenergètica, el ioga, el tai txi i altres mètodes orientals que provoquen un espasme clònic lleu (tremolor neurogènic). I se suposa que aquest tremolor "allibera" el trauma amb el seu efecte profundament relaxant sobre el cos.

## La funció de tremolar en la resolució d'experiències traumàtiques
Segons Berceli, els músculs psoes tenen un paper central en el procés físic de la traumatització. Es troben a la meitat del cos humà (davant de la columna lumbar inferior i de les vèrtebres sacres) i connecten l'esquena amb la pelvis i les cames. En tota experiència traumàtica, aquests músculs es contrauen. Contrauen el cos i protegeixen així el cor, l'estómac i tots els altres òrgans interns. A causa dels tremolors observats per Berceli, Levine i altres, aquests grups musculars profunds, segons Berceli, alliberen la seva tensió protectora i tornen a un estat relaxat. El sistema nerviós central envia aleshores senyals al cervell que el perill s'ha superat. Segons Berceli, també es produeix una solució traumàtica a nivell psicològic.
Des de la perspectiva de TRE, el cos roman atrapat en un fort estat d'estrès després d'una experiència traumàtica sense aquesta descàrrega. El trastorn d'estrès posttraumàtic (PTSD) es forma mantenint un estat d'excitació químic constant que fa que l'organisme repeteixi components individuals de l'esdeveniment traumàtic de manera que es pugui desfer en algun moment. Sentiments i records de l'esdeveniment estressant es repeteixen en somnis, pensaments involuntaris, sentiments estressants i flaixbacs. Físicament, hi ha molta tensió, de manera més o menys permanent.

## Aplicació
Els exercicis de TRE van ser creats originalment per a treballs pràctics en grans grups de persones traumatitzades. Segons Berceli, 40.000 persones de 17 països havien estat exposades a exercicis de TRE d'aquesta mena fins al 2010.
El 2011, Berceli va treballar amb les víctimes de l'atemptat a Anschläge a Noruega. I el febrer de 2013 va rebre l'encàrrec de treballar amb persones traumatitzades a Newtown, Arizona, persones afectades directament o indirectament per la massacre escolar que s'hi produí l'any 2012.
El 2011, es va presentar un estudi pilot quasi-experiment com a part d'una dissertació, que TRE testimonia una important reducció de l'ansietat i la promoció d'una millor salut general en els participants en el curs de TRE per a adults sans. El mateix any, un estudi comparatiu del Departament de Defensa dels Estats Units sobre diversos mètodes de reducció de l'estrès mitjançant el mètode TRE va demostrar la relaxació i la facilitat d'aprenentatge. El setembre de 2014, els resultats d'un estudi pilot que es va dur a terme per Aldees Infantils SOS, a Ciutat del Cap, van aparèixer a la revista Global Advances in Health and Medicine, i confirmaven amb el TRE una certa eficàcia en la reducció de l'estrès.
A Alemanya, l'Institut del Nord d'Alemanya per l'anàlisi bioenergètic, endegà un projecte de recerca (enquesta en línia) que es va posar en marxa obtenint efectes positius de la TRE el febrer de 2014, i els resultats van ser publicats a la primavera de 2015. No es coneixen però assajos clínics sobre eficàcia en persones traumatitzades i persones amb PTSD.
Els exercicis del TRE són utilitzats pels defensors del mètode en persones que estan exposades a estrès professional o privatiu i estrès no saludable en la seva vida quotidiana. Berceli (en col·laboració amb Maria Napoli) va desenvolupar uns quants exercicis breus d'introducció, especialment per a treballs professionals en àmbits del treball social, que complementen la TRE amb elements de la formació en mindfulness.